# Toque de plumes

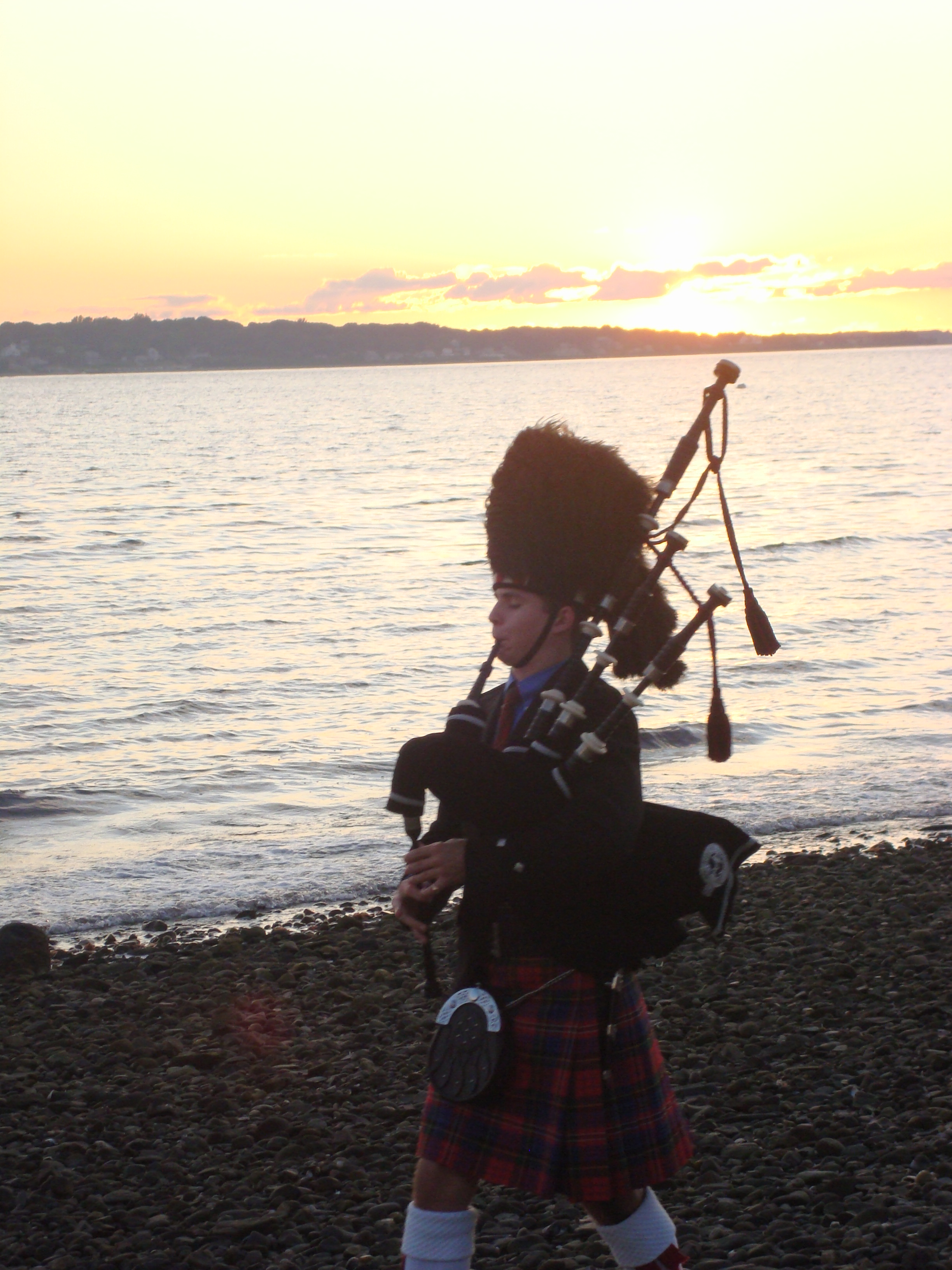
Joueur de cornemuse portant une toque de plumes.

La toque de plumes est un accessoire vestimentaire porté sur la tête. Cette toque est utilisée principalement comme coiffure militaire notamment par les régiments d'infanterie écossaise de l'armée britannique sur une période allant d'environ 1763 à la Première Guerre mondiale. Elle est de nos jours portée par les joueurs de cornemuse à travers le monde. De la même manière elle est portée par les régiments de plusieurs armées du Commonwealth.

## Histoire
La toque à plumes fut introduite avec le tam o' shanter, une sorte de béret tricoté avec bordure. Il  était porté avec une grande plume. Au cours du XVIIIe siècle les highlanders qui portaient ce couvre-chef ont commencé à ajouter de la plume d'autruche pour le décorer. Cette décoration a évolué pour finir par couvrir entièrement le chapeau. Les plumes furent ensuite portées par une structure en forme de cage assez légère et de forme haute.
Il y a des parallèles entre l'évolution des chapeaux des Highlands entre 1760 et 1790 et la présence à cette époque des régiments des Highlands en Amérique du Nord. L'influence des coiffures des Indiens d'Amérique sur la toque de ces troupes est manifeste quand on voit les portraits des militaires Highlanders de l'époque qui n'avaient pas encore une telle ornementation de plumes. Au retour du 42e régiment d'infanterie, un rapport officiel indique que « leurs toques étaient tout à fait différentes. Elles sont couvertes de plumes qui les font passer pour des chapeaux de grenadiers de portant le bearskin noir. »

## Utilisation
La toque a été utilisée par tous les régiments écossais des Highlands à un moment ou l'autre de leur histoire. Par exemple on peut le retrouver parmi les régiments Black Watch (plume rouge), Seaforth Highlanders, Gordon Highlanders, Queen's Own Cameron Highlanders et Argyll and Sutherland Highlanders (tous avec plume blanche).
Malgré son apparence élaborée, la toque est un élément très pratique de l'uniforme car il est léger et offre une protection contre les projectiles. William Gordon-Alexander décrit la toque de plumes en ces termes :
« Non seulement le plus adapté des chapeaux de l'armée britannique comme protection contre les coups d'épée mais également quand il est correctement fabriqué, l'accessoire le plus parfaitement ventilé et frais pour les climats chauds. »